# Cavaliers

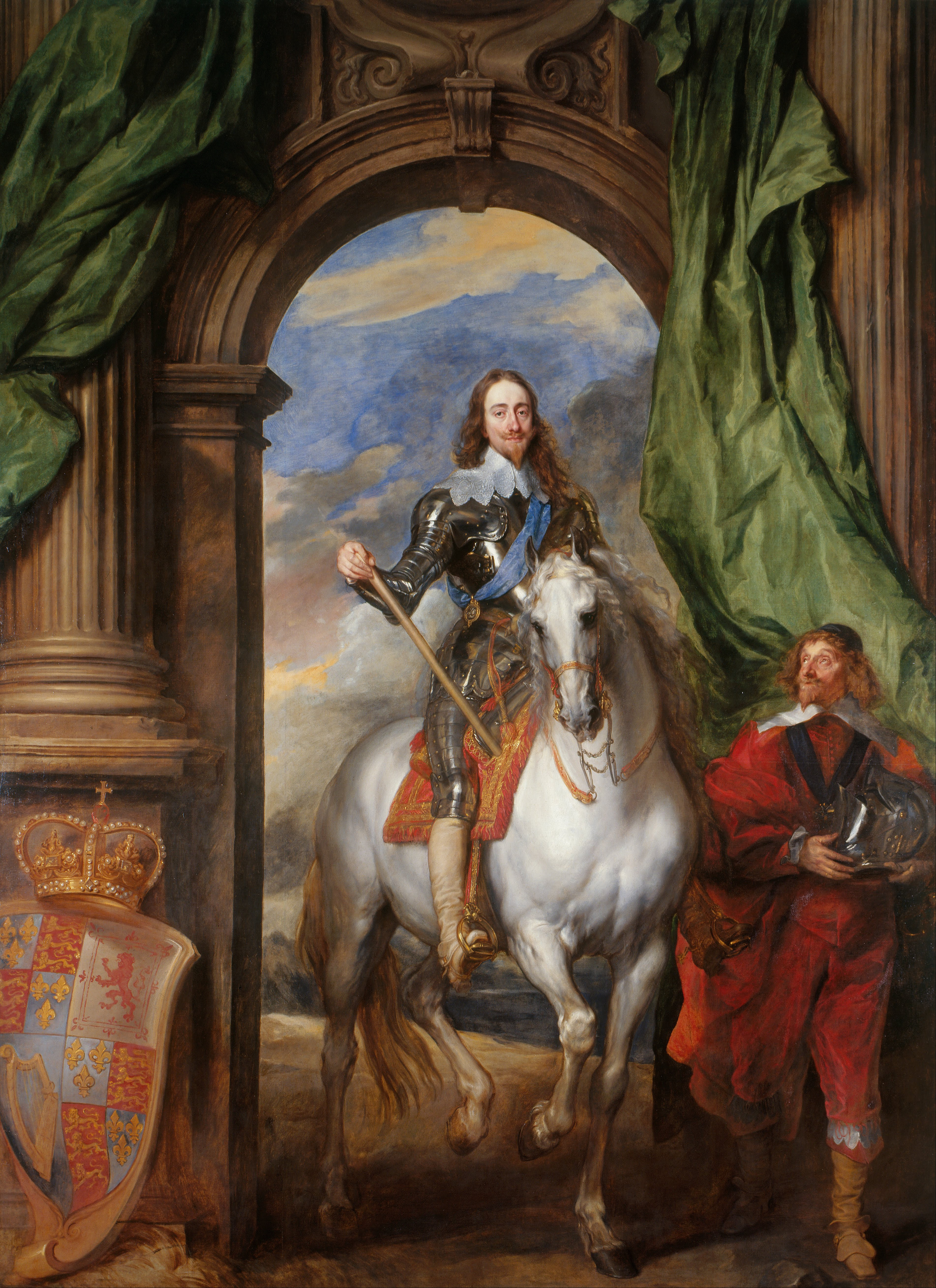
Antoon van Dyck pintou vários cavaliers, entre os quais Carlos I de Inglaterra.

O termo "Cavalier" foi usado pela primeira vez por Roundheads como um termo de abuso para os mais ricos apoiadores monarquistas de Carlos I da Inglaterra e seu filho Carlos II durante a Guerra Civil Inglesa, o Interregno e a Restauração (1642 – c. 1679). Mais tarde, foi adotado pelos próprios monarquistas. Embora se referisse originalmente a atitudes e comportamentos políticos e sociais, dos quais o vestuário era uma parte muito pequena, tornou-se posteriormente fortemente identificado com o vestuário da moda da corte na época. O príncipe Rupert, comandante de grande parte da cavalaria de Carlos I, é muitas vezes considerado um cavaleiro arquetípico.

## Etimologia
Cavalier deriva da mesma raiz latina da palavra italiana cavaliere, a palavra francesa chevalier, e da palavra espanhola caballero, a palavra latina vulgar caballarius, que significa "cavaleiro". Shakespeare usou a palavra cavaleros para descrever um fanfarrão arrogante ou galante em Henrique IV, Parte 2 (c. 1596-1599), em que Robert Shallow diz "Vou beber ao Mestre Bardolph, e a todos os cavaleros sobre Londres".  Shallow retorna em The Merry Wives of Windsor (c. 1597), onde ele é chamado de "Cavaleiro Justice" (juiz cavaleiro) e "vally rook", um termo que significa "trapaça blustering".

### Guerra Civil Inglesa
"Cavalier" é principalmente associado aos partidários monarquistas do rei Carlos I em sua luta com o Parlamento na Guerra Civil Inglesa. Aparece pela primeira vez como um termo de reprovação e desprezo, aplicado aos seguidores do rei Carlos I em junho de 1642:
1642 (10 de junho) Proposições de Parlt. em Clarendon v. (1702) I. 504 Vários tipos de homens malignos, que eram sobre o rei; alguns dos quais, sob o nome de Cavaliers, sem ter respeito às Leis da Terra, ou qualquer temor de Deus ou do Homem, estavam prontos para cometer todo tipo de Indignação e Violência. 1642 Petição Lordes & Com. 17 de junho em Rushw. Col. III. (1721) I. 631 Que Vossa Majestade. gostaria de dispensar seus extraordinários Guardas, e os Cavaliers e outros dessa Qualidade, que parecem ter pouco Interesse ou Afeição ao Bem público, sua Linguagem e Comportamento não falando nada além de Divisão e Guerra[
Charles, na Resposta à Petição de 13 de junho de 1642, fala de Cavaliers como uma "palavra por que erro parece muito em desfavor".  Logo foi reapropriado como um título de honra pelo partido do rei, que em troca aplicou Roundhead aos seus oponentes. Na Restauração, o partido da corte preservou o nome, que sobreviveu até a ascensão do termo Tory.

## Percepções sociais

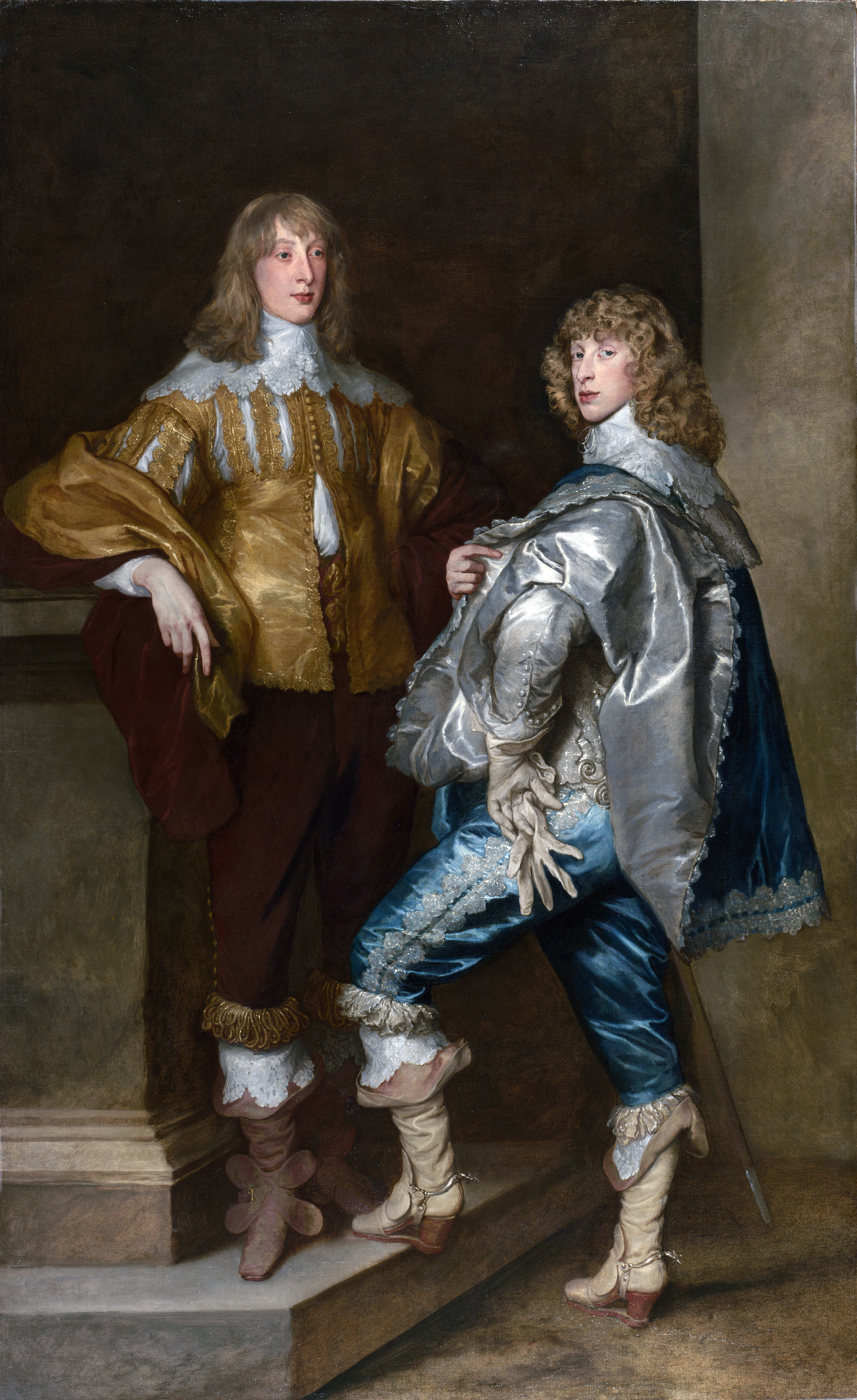
Lord John Stuart e seu irmão, Lord Bernard Stuart, c. 1638, por Sir Anthony van Dyck. Tanto Lord John Stewart quanto Lord Bernard Stewart morreram na Guerra Civil Inglesa, lutando do lado monárquico.

Cavalier não era entendido na época como um termo que descreve principalmente um estilo de vestimenta, mas toda uma atitude política e social. No entanto, nos tempos modernos, a palavra tornou-se mais particularmente associada às modas da corte do período, que incluíam longos cabelos esvoaçantes em anéis, roupas coloridas com guarnições elaboradas (ou seja, colares de renda e punhos) e chapéus plumados.  Isso contrastava com a vestimenta de pelo menos os mais extremistas partidários de Roundhead do Parlamento, com sua preferência por cabelos mais curtos e vestidos mais simples, embora nenhum dos lados se conformasse totalmente com as imagens estereotipadas.
A maioria dos generais parlamentares usava seus cabelos no mesmo comprimento que seus colegas monarquistas, embora Cromwell fosse uma espécie de exceção. Os melhores patronos da nobreza do pintor da corte de Carlos I, Sir Anthony van Dyck, o gravador arquetípico da imagem de Cavalier, todos tomaram o lado parlamentar na Guerra Civil , e é datado de 1624. Esses termos depreciativos (pois na época eram tão pretendidos) também mostravam o que o típico parlamentarista pensava do lado monarquista – homens caprichosos que se preocupavam mais com a vaidade do que com a nação em geral.
O capelão do rei Carlos I, Edward Simmons descreveu um Cavalier como "um Filho de Honra, um cavalheiro bem nascido e criado, que ama seu rei por causa da consciência, de um semblante mais claro e mais ousado do que outros homens, por causa de um Coração mais leal". Havia muitos homens nos exércitos monarquistas que se encaixavam nessa descrição, uma vez que a maioria dos oficiais de campo monarquistas estavam tipicamente na casa dos trinta anos, casados com propriedades rurais que tinham que ser administradas. Embora eles não compartilhassem a mesma visão sobre como adorar a Deus que os Independentes Ingleses do Novo Exército Modelo, Deus era muitas vezes central em suas vidas.  Este tipo de Cavalier foi personificado por Jacob Astley, 1º Barão Astley de Reading, cuja oração no início da Batalha de Edgehill tornou-se famosa "Ó Senhor, Tu sabes quão ocupado devo estar neste dia. Se eu te esquecer, não te esqueças de mim".
No final da Primeira Guerra Civil, Astley deu a sua palavra de que não voltaria a pegar em armas contra o Parlamento e, tendo dado a sua palavra, sentiu-se obrigado a recusar-se a ajudar a causa monárquica na Segunda Guerra Civil; no entanto, a palavra foi cunhada pelos Cabeças Redondas como uma imagem de propaganda pejorativa de um homem licencioso, bebedor e frívolo, que raramente, ou nunca, pensava em Deus. É esta imagem que sobreviveu e muitos monarquistas, por exemplo Henry Wilmot, 1.º Conde de Rochester, encaixaram esta descrição num tee.  De outro Cavalier, George Goring, Lord Goring, um general do exército monárquico, o principal conselheiro de Carlos II, Edward Hyde, 1º Conde de Clarendon, disse:
[Ele] teria, sem hesitação, quebrado qualquer confiança, ou feito qualquer ato de traição para ter satisfeito uma paixão ou apetite comum; e, na verdade, não queria nada além de indústria (pois ele tinha sagacidade, coragem, compreensão e ambição, descontrolada por qualquer temor a Deus ou ao homem) para ter sido tão eminente e bem-sucedido na mais alta tentativa de maldade quanto qualquer homem na época em que viveu ou antes. De todas as suas qualificações, a dissimulação foi sua obra-prima; em que ele se destacava tanto, que os homens não se envergonhavam de ser enganados, mas duas vezes por ele.

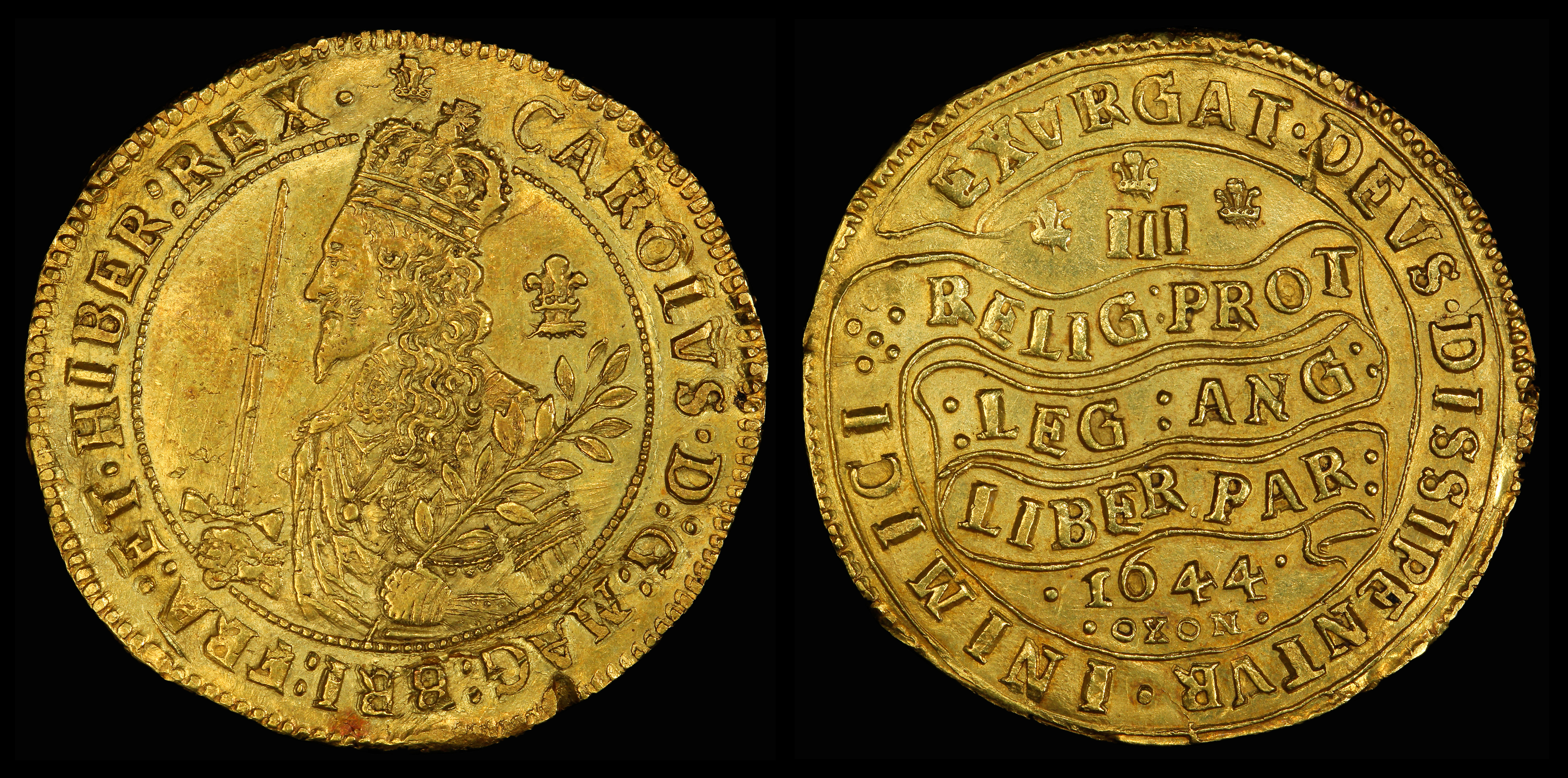
Triple Unite moeda de ouro de 1644: a lenda latina se traduz como "A religião dos protestantes, as leis da Inglaterra e a liberdade do Parlamento. Que Deus se levante e Seus inimigos sejam dispersos."

Este sentido desenvolveu-se no uso inglês moderno de "cavalier" para descrever uma atitude imprudentemente indiferente, embora ainda com uma sugestão de estilo. Cavalier permaneceu em uso como uma descrição para os membros do partido que apoiaram a monarquia até a Crise de Exclusão de 1678-1681, quando o termo foi substituído por "Tory", que era outro termo inicialmente com conotações pejorativas. Da mesma forma, durante a crise do Exclusion Bill, o termo Roundhead foi substituído por "Whig", um termo introduzido pelos opositores dos Whigs e também foi inicialmente um termo pejorativo.